# Litopyllus
Litopyllus là một chi nhện trong họ Gnaphosidae.